# Liste der diplomatischen Vertretungen in Ungarn

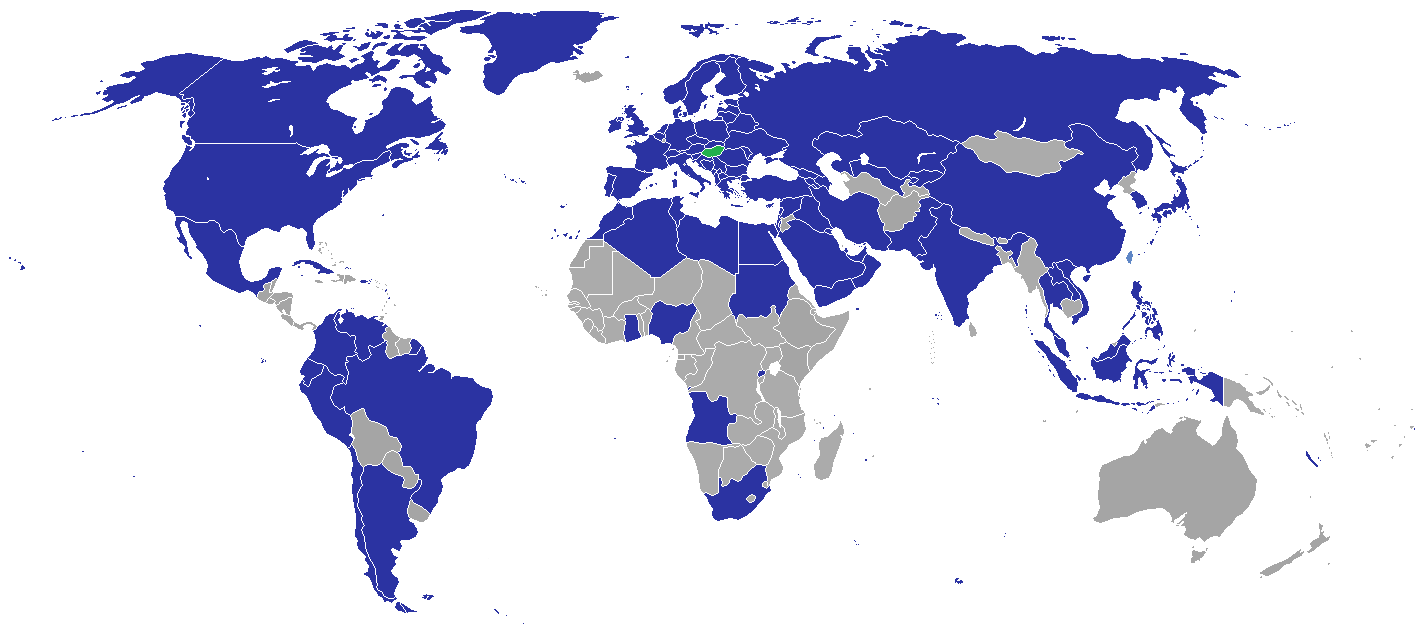
Staaten mit einer Botschaft in Ungarn

Die Liste der diplomatischen Vertretungen in Ungarn führt Botschaften auf, die im 
europäischen Staat Ungarn eingerichtet sind.

## Botschaften in Budapest
In der ungarischen Hauptstadt Budapest sind 83 Botschaften eingerichtet (Stand 2019).

### Staaten
| - Albanien: Botschaft - Algerien: Botschaft - Angola: Botschaft - Argentinien: Botschaft - Österreich: Botschaft - Aserbaidschan: Botschaft - Belarus: Botschaft - Bosnien und Herzegowina: Botschaft - Brasilien: Botschaft - Bulgarien: Botschaft - Kanada: Botschaft - Chile: Botschaft - Kolumbien: Botschaft - Kroatien: Botschaft - Volksrepublik China: Botschaft - Tschechien: Botschaft - Dänemark: Botschaft - Ecuador: Botschaft - Ägypten: Botschaft - Estland: Botschaft - Frankreich: Botschaft - Georgien: Botschaft - Deutschland: Botschaft - Griechenland: Botschaft - Ungarn: Botschaft - Italien: Botschaft - Indien: Botschaft - Indonesien: Botschaft - Iran: Botschaft - Irak: Botschaft - Irland: Botschaft - Israel: Botschaft - Lettland: Botschaft - Libanon: Botschaft - Libyen: Botschaft - Litauen: Botschaft - Malaysia: Botschaft | - Marokko: Botschaft - Mexiko: Botschaft - Moldau: Botschaft - Mongolei: Botschaft - Nordmazedonien: Botschaft - Montenegro: Botschaft - Nigeria: Botschaft - Norwegen: Botschaft - Pakistan: Botschaft - Palästina: Botschaft - Peru: Botschaft - Philippinen: Botschaft - Polen: Botschaft - Katar: Botschaft - Saudi-Arabien: Botschaft - Rumänien: Botschaft - Russland: Botschaft - Südafrika: Botschaft - Serbien: Botschaft - Südkorea: Botschaft - Slowakei: Botschaft - Slowenien: Botschaft - Sudan: Botschaft - Schweden: Botschaft - Schweiz: Botschaft - Thailand: Botschaft - Tunesien: Botschaft - Malteserorden: Botschaft - Türkei: Botschaft - Vereinigte Arabische Emirate: Botschaft - Ukraine: Botschaft - Vereinigtes Königreich: Botschaft - Vereinigte Staaten: Botschaft - Venezuela: Botschaft - Vietnam: Botschaft - Jemen: Botschaft |